# 東京喵喵角色列表
本條目列出日本動漫《東京喵喵》中所有登場的角色。
※備註：香港版配音有亞視以及有線兒童台兩種不同版本

## 東京貓貓成員
桃宮草莓（4Kids版本: Zoey Hanson，配音員：日本→中島沙樹（第1作）、天麻優希（NEW）／香港→鄧潔麗（亞視）、錢惠玲（有線）／台灣→丘梅君／美國→阿曼達·利皮茨）
代表動物：西表山貓。
代表色：  粉红色。
印記位置：右腿內側。
武器：草莓鈴（ストロベルベル）、水晶石魔杖（ミュウアクアロッド），在4Kids中改為「Strawberry Bell」、「Strawberry Scepter」。
攻擊口號：Ribbon Strawberry Check（リボーン ストロベリー チェック）/Surprise(升級後)、Ribbon AquaDrop（リボーン アクア ドロップス），在4Kids中改為「Strawberry Bell/Rose Bell(升級後), Full Power!」、「Blue Aqua Drops!」。
元素：光。
身高152cm。體重42kg。3月15日生。雙魚座。O型。
原作第一部以及動畫版的主人公。
第三中學一年級生（第1作動畫為13歲、原作為12歲、NEW和4Kids為16歲）。變身後成為「草莓貓貓（ミュウイチゴ）」，在4Kids的英文本地化版中名字改為「Mew Zoey」。
普通的中學生，為戀愛奔波的活潑少女。憧憬著同年級的校園偶像．青山，於第一話邀約成功後開始發展。
有些笨手笨腳、天然呆且容易慌亂，實際上性格認真，在咖啡廳內是十分能幹的員工。
最早覺醒的東京貓貓。算是戰鬥領隊，能力為五人中最強，通常負責使出最後一擊。
決勝台詞是「為地球的未來服務喵！（地球の未来にご奉仕するにゃん！）」，在4Kids中為「Mew Mew Style, Mew Mew Grace, Mew Mew Power in Your Face!」。
在原作中，所有貓貓都發揮過水晶石的力量；在動畫中，只有草莓使用過水晶石魔杖。也是唯一一個動物特徵顯著以及武器有過升級的成員。
由於融入了貓的DNA的緣故，使得草莓會不自覺作出各種貓一般的舉動（如嗜睡、身體靈活、會在句尾加上「喵」等，不過並沒有變得會捉老鼠）。在心跳加速或者驚嚇時，會跑出貓耳及尾巴。隨著對貓貓適應力的增長，後來甚至能夠完全變成貓（無論跑出耳朵尾巴或是變成貓，對莓來說都是非自願的）。在動畫後半，即使不完全變成貓也能以人類的身分與貓溝通。
對青山十分執著，不曾對其他人動搖過（此情形在動畫中更為顯著），甚至在青山受到其他女性追捧時沒有吃醋反而跟著興奮。
在原作後期明白了奇修的心意，但在動畫中始終沒有。雖然奇修執意帶走她，但她只將他視為必須擊退的敵人因而拒絕。
貓貓的姿態被青山看見時相當懊惱，並且努力隱瞞自己就是貓貓的事實，但在後期（原作及動畫）已坦白身分，不過青山似乎從最初見到時便已知曉真相。
短髮，平時髮型以紮成兩邊居多，並習慣繫著由青山為她繫上的鈴鐺絲帶（於約會當時遇到的貓逃走後，留在手中的）。變身後頭髮會由紅變為粉色。
獨生女，家庭由雙親組成。除貓貓成員外，在學校亦與美和及萌關係友好。
原作中並未表明草莓的所屬社團，但在動畫前期，能夠活用貓的身體能力作出華麗的表演而受邀加入新體操社。
於3話及4話中可見其非常怕鬼。亦討厭蜥蜴。此外，是上課打瞌睡和拖延暑假作業的慣犯。
於第一部中，與青山間的感情發展崎嶇不平，最終仍終成眷屬，然而這件事卻被青山的主人格—藍影者所利用，不過青山對莓的感情最終仍戰勝了藍影者。
於第二部和青山一同到英國留學，受到青山鼓勵而歸國，重新以貓貓的身分參戰，並作為前輩輔佐白雪紅莓。
藍澤薄荷（4Kids版本: Corina Bucksworth，配音員：日本→嘉數由美（第1作）、日向未來（NEW）／香港→吳小藝（亞視／有線）／台灣→林美秀／美國→安迪·惠利）
代表動物：藍喉金剛鸚鵡。
代表色：  水色。
印記位置：背部。
武器：薄荷弓箭（ミントーンアロー），在4Kids中改為「Heart Arrow」。
攻擊口號：Ribbon Mint Echo（リボーン ミント エコー）。
元素：風。
身高145cm。體重38kg。10月3日生。天秤座。A型。
中學一年級生，為具有相當知名度的藍澤財閥的千金。變身後成為「薄荷貓貓（ミュウミント）」，在4Kids的英文本地化版中名字改為「Mew Corina」。
第二位覺醒的東京貓貓。藉由大方而引人注目的表現，使她成為活躍的成員。變身後會長出鳥翼及鳥尾。
使用敬語說話，看似有禮實則高傲，是個有點（對莓來說是非常）毒舌的傲嬌。和粗心的莓相比，舉止較為優雅，心思也比較細膩。
平時繫包包頭，將頭髮放下後則是微捲的短髮（在第二部中，以短髮出場的機會更多）。容貌端正，身材矮小但修長而勻稱。
作為有著優渥條件的財閥千金，亦不乏婚約志願者，不過本人似乎感到困擾。
在咖啡廳是工作最不積極的一個，經常偷懶、甚至反過來在店內喝下午茶，使得相對勤勞的莓有時會表示不滿。
雖然工作不認真，作為貓貓的自覺卻十分強烈，攻擊也相當積極，甚至曾對莓缺席咖啡廳一事訓斥了她一番。
以嘲弄莓為樂，兩人時常拌嘴，事實上很善良且重視同伴（尤其特別關心莓），但因性格彆扭而鮮少表現出來，是個十足的傲嬌。此外，也帶有少許愛看熱鬧和S的性格。對靈異現象似乎不是很害怕。
非常崇拜作為知名模特兒的石榴，稱其為（也成為讀者對石榴的稱呼）。在她成為夥伴以前已會悄悄買下她的寫真集。得知石榴是貓貓時非常高興，遭到冷眼與背叛時也最為失落。
薄荷曾坦言在她心中，石榴的地位已是超越一般的重要，甚至表示「（就算沒有男朋友）只要有石榴姐姐就夠了」。只有面對石榴，薄荷才會卸下傲嬌的一面、展現出弱勢。
特長是芭蕾，能於戰鬥中發揮由芭蕾發展出來的輕盈身段。原作中亦學習日本舞蹈。動畫版更藉由畫面強調了芭蕾的輕盈姿態與鳥相似，不過歌喉似乎沒有變好的樣子。
原作中僅提及母親，動畫則將其家庭背景設定為包含雙親及一位哥哥，且著重於哥哥的描寫。雙親由於工作繁忙而難得見面，並與忙於繼承人培養的哥哥疏遠，後來兩人修復了關係。事實上她也算是個兄控。
非常珍視愛犬米奇（亦是薄荷貓貓覺醒的契機），即便是石榴也不被允許傷害牠。石榴曾藉由傷害米奇使打算放棄貓貓身分、懊惱的薄荷重拾自覺與信心。
其戰鬥力不算突出，以輔佐或與莓的組合技為主，但隨劇情推進顯見進步。動畫後期於一對一決鬥中與石榴打成平手，加上比其他成員更深思熟慮貓貓的使命，她的成長可能是最為顯著的。
原作中於東京鐵塔篇使用水晶石力量的橋段在動畫中改為莓了。
碧川香菜（4Kids版本: Bridget Verdant，配音員：日本→佐久間紅美（第1作）、十二稜子（NEW）／香港→譚淑英（亞視）、吳梅（有線）／台灣→謝佼娟／美國→埃里卡·施羅德）
代表動物：江豚。
代表色：  綠色。
印記位置：胸口。
武器：香菜響板（レタスタネット），在4Kids中改為「Combat Castanets」。
攻擊口號：Ribbon Lettuce Rush（リボーン レタス ラッシュ），在4Kids中改為「Deep Sea Surge Attack!」、「Tidalwave Rush!」、「Underwater Surge Attack!」、「Tidalwave Attack!」。
元素：水。
身高161cm。體重47kg。4月29日生。金牛座。B型。
奧村大附屬中學二年級生。變身後成為「萵苣貓貓（ミュウレタス）」，在4Kids的英文本地化版中名字改為「Mew Bridget」。
第三位加入的東京貓貓，但覺醒的時間不可考（應在薄荷前後）。
直到覺醒之時一直是三名不良女學生的跟班，並長期被以朋友之名行欺侮之實，使得她在初登場時情緒搖擺不定，在初次遇到草莓時表現出弱氣而謙遜的一面，後因人際關係的挫敗感轉變為悲憤而使香菜貓貓的身分覺醒，並於夜晚的校園（指香菜就讀的學校）內恣意發洩力量，其引發的現象遂成為校園怪談。
草莓被欲揭發怪談真相的薄荷強行帶至校園時遇見變身狀態的香菜，認出她是平時的香菜，但香菜因悲痛而自暴自棄、毫不留情地攻擊兩人。後來，草莓以草莓鈴的力量將香菜的負面情緒淨化，制止暴走，並表示願意與她成為夥伴，香菜才恢復原本善良的人格，並正式與壞朋友們切斷。
性格內向、缺乏自信、不善交際，言行表現時常忸怩不安，但是比誰都溫柔且內心堅強。雖然總是畏縮不前，卻是一發火便無法控制的類型。
和薄荷同樣使用敬語，不過兩人的語調不同。
平時維持著戴眼鏡、只有兩條辮子特別長的短髮造型（不過解開辮子後，看起來就像完全的長髮）。外表乍看之下樸素而不起眼，實際上取下眼鏡後是個不在話下的反差美女，且雙腿修長、甚至可與石榴並駕齊驅，不過本人似乎毫無自覺。
在惡搞或者顏藝時鏡片會呈現反光。裸視視力非常低，甚至是什麼也看不見的程度。雖然變身時即便沒有眼鏡也是正常的眼睛，然而平時若被取下眼鏡，眼睛卻會變成「3」（亦有維持正常的時候），重新戴上後才恢復原狀。
在香菜貓貓的狀態下，即使沒有眼鏡也能提升視力。此外，雖然代表江豚，但平時的香菜並不會游泳，變身後才能夠自在地游泳。
其武器「香菜響板」只要用手指便能發動，所以即便身體行動被限制也能攻擊。
五位貓貓中，香菜是唯一一個動物特徵不明顯、以及除草莓之外唯一發展出特徵變化的成員。在動畫19及41話，香菜的力量提升時，腳的部位蛻變成魚尾（如同人魚）；但該姿態在平時即使變身也不會出現，只有於重大危難中發揮力量時才會衍生。
原作中未見關於家庭的描寫。動畫中設定為包含雙親及一位弟弟的小家庭。全家都戴著眼鏡，以蔬菜命名且性格溫厚。
於動畫中具有製作人偶的興趣與天份，其才能被香菜所景仰的人偶作家上村綾乃給相中並且盜用。實際上香菜從一開始便察覺她的目的，但是非但沒有揭穿，甚至還原諒了她，展現其包容力強大的一面。
於16話暗戀一位常造訪圖書館的男性，雖然因對方已有對象而宣告失戀，不過萵苣並沒有氣餒。之後一直沒有對男性發展出好感的劇情，不過在動畫後期逐漸喜歡上白金，於各畫面中可見一斑（特別是暈船時受到關心的時候），甚至在他落海遇難時，欲拯救他的執著超乎一般地強烈，最終亦成功將其救回並倍感欣慰。不過，並沒有正式表明心意的橋段。
註：國語TV版的Thrash應為誤譯。在原文中，中的應指「（Lettuce）」而非「（Thrash）」，因此應表示為「（Lettuce Rush）」。
黃步鈴（4Kids版本: Kikki Benjamin，配音員：日本→望月久代（第1作）、戶田梨杏（NEW）／香港→姜麗儀（亞視／有線）／台灣→林美秀／美國→凱瑟·多諾霍）
代表動物：金獅面狨。
代表色：  黃色。
印記位置：額頭。
武器：步鈴環（プリングリング），在4Kids中改為「Golden Tambourine」。
攻擊口號：Ribbon Puring-ring Inferno（リボーン プリングリング インフェルノ），在4Kids中改為「Tambourine Trench」。
元素：土。
身高138cm。體重32kg。8月7日生。獅子座。O型。
當中最年幼的小學六年級生，住在日本的中國少女。變身後成為「步鈴貓貓（ミュウプリン）」，在4Kids的英文本地化版中名字改為「Mew Kikki」。
在草莓、薄荷、香菜之後覺醒的第四位東京貓貓。不過她和石榴覺醒的順序不可考。
穿著中國服，總是如猴子般元氣滿滿、有些淘氣、沒有心機的女孩。習慣在語尾加上。會以大哥哥、大姐姐稱呼貓貓成員們和白金鈴等人。留著不及肩的短髮及綁著四根辮子的特殊髮型。
身體輕盈，特技是街頭雜耍、繪圖、占卜。經常在咖啡廳內表演轉盤子等技藝。在覺醒以前，亦曾和猴子們在公園表演雜耍。
是唯一一個名字有漢字、並且不以植物命名的人。動畫版的變身背景音樂也是中國風的。
武器技能更偏向防禦型，能夠遠距離製造出巨大布丁包覆敵人，限制行動。雖然也能大量製造，但是不懂得如何解除，只能等待其自行消失。
由於家境的緣故，非常愛錢，在初次變身前遇到小莓，表演一番後便纏著她要求打賞。認為莓的貓耳朵很酷，一直希望自己也能長出耳朵，然而變身後算是如願了。
基本上對任何人都相當和善，不過當石榴拒絕加入她們的行列時，一度認定她是「壞心眼的人」，直到她加入才改觀。在藍騎士出現時，她亦非常自信地推斷白金就是藍騎士。此外，為了讓莓變回人類而將初吻獻給貓狀態的莓，不過本人似乎並不在意。
在覺醒前曾經遇到欲抽取靈魂的奇修，非常果斷地拒絕（大部分的人都是驚恐多於警戒），可見其對於惡意有著強烈而堅定的防禦心態。
原作中除了五位弟妹以外，沒有其他關於家庭的描寫。動畫中，其父為周遊世界、長期離家的格鬥家，另有五位弟妹。母親則在數年前便已病逝於醫院。作為長女的步鈴便扮起母親的角色負責照顧弟妹們，從事多年的緣故使得她家事萬能。有時，她亦會要求老師讓她當成母親撒嬌。
始終對作為敵人的蛋撻釋出善意，並稱他為，雖然也會基於立場和他戰鬥，不過強調「比起敵對，一起玩會更快樂」，無論蛋撻怎麼彆扭嘲諷都無法動搖她的純真。其堅強活潑、天真無邪的性格使蛋撻漸漸產生好感。
在動畫最終局面中，蛋撻終於放棄與貓貓對抗並主動幫助步鈴，卻遭刺死亡，令步鈴相當悲傷。不過最後蛋撻仍然復活了。
在動畫中，自父親傳承了黃家祖傳的高圓寺拳法25段，同時是必殺奧義的持有者。另外還持有老家祖傳的媚藥及安眠香。
藤原石榴（4Kids版本: Renée Roberts，配音員：日本→野田順子（第1作）、石井萌萌果（NEW）／香港→劉惠雲（亞視）、周雯（有線）／台灣→汪世瑋／美國→莫莉·韋弗）
代表動物：灰狼。
代表色：  紫色。
印記位置：腹部。
武器：石榴鞭（ザクロスホイップ），在4Kids中改為「Purple Dagger」。
攻擊口號：Ribbon ZaCross Pure（リボーン ザクロス ピュア）。
元素：火。
身高172cm。體重49kg。9月6日生。處女座。AB型。
當中最年長的中學三年級生，身兼國際知名的模特兒。變身後成為「石榴貓貓（ミュウザクロ）」，在4Kids的英文本地化版中名字改為「Mew Renée」。。
最後一位加入的東京貓貓，但覺醒的時間不可考。在成為莓等人的夥伴前，早已覺醒並且獨自作戰一段時間。其覺醒過程並未被描寫。
原作中頭髮長度只到胸口，但動畫中是留到腰的長度。
體能與個體戰鬥能力都非常高，是莓以外的四人中最為強悍的一員兼重要戰力，有時即使單槍匹馬也能夠應戰，甚至有單憑一人逆轉形勢的能力。不過居於劣勢、需要夥伴相助的時候也很多。在與薄荷一對一的戰鬥中，亦因落下武器而敗北。
武器技能多元化，可作狙擊、控制、解圍用。
平時是位身材超群的冰山美人兼人氣模特兒，能夠以包含英語在內的六國語言溝通，受到成員們的憧憬，特別是薄荷單方面稱呼她，本人似乎也不了了之的樣子。
由於有著成人般的外貌及冷靜沉著的性格，曾被白金問「你真的是中學生嗎？」而石榴回以「不要過問女性的年齡。」
原作中沒有關於家庭的描寫，動畫中則是雙親都在國外生活，且由於沒有描寫到手足，推斷應為獨生女。目前於日本獨居。雖然沒有明確說明，根據35話可見她與家人間的關係似乎有很嚴重的破碎。
於工作中擅長以職業微笑塑造和藹的形象，實際上性格冷酷，不喜與人交際，面無表情，並認為同伴只是絆腳石（以一般的話來形容即為）。最初並不願意納為莓等人的同夥，在見到成員們竭力作戰的姿態後，便轉變心意決定加入她們，並成為值得依賴、強悍的姐姐角色。
在動畫中，由於在咖啡廳內冰冷而面無表情的接客態度與作為模特兒時的和藹形象大相徑庭，似乎沒有被揭穿身分的樣子。
與成員們萌生友誼後，待人接物也改變了許多，慢慢表現出溫柔、為同伴著想的一面，甚至開始「多管閒事」（關心他人）。在動畫中，對於與自己處境相似的孩童異常地溫柔，更在莓為感情失落時、薄荷迷惘時主動鼓勵她們。另外，在大家調侃草莓和青山時，她亦會跟著湊一腳。
不過基本上，平時的她還是顯得冷靜、成熟，且觀察力敏銳，並認為其他成員都還是小孩子。與其他人相比，很少出聲，但經常作出不符年齡應有的建設性發言，使眾人佩服。
作為貓貓，目光放得比任何人都遠，且不會主動坦白其行動意義，因此也發生過遭到誤會的情況。
在43話中，認為成員們輕易相信謠言的行為十分愚蠢，於是以脫隊行為讓她們重新意識到自己的使命。
平時從未展現出弱勢，不過對蟲類相當沒轍。
順帶一提，在石榴身上時常可見「十字」（項鍊、武器、口號等），加上兩次出現在教會、其中一次在禱告的畫面，不排除石榴有宗教信仰設定的可能性。不過，在美版動畫中，4Kids將所有出現十字的畫面都修改掉了；石榴鞭的設計亦只剩一根握柄。
赤井林檎（配音員：日本→川田妙子）
代表動物：漢波德企鵝。
代表色：  紅色。
武器：蘋果仙女棒。
攻擊口號：Ribbon Ringo Pop。
7月6日生。巨蟹座。O型。
在PS版遊戲中登場的東京喵喵，本作品遊戲版女主角之一。變身後成為「蘋果貓貓（ミュウリンゴ）」。
和步鈴同為小學六年級學生、在某個島和哥哥赤井真潮一起住且十分重視哥哥。喜歡以「〜吶喏」作為說話結語。喜歡在夜晚散步、非常喜歡動物。
母親去世。與漢波德企鵝雪是好朋友。
遊戲結尾成為東京喵喵的一員。沒有在原作漫畫的第1部・第2部以及動畫登場。
白雪紅莓
代表動物：琉球兔、安第斯山猫。
代表色：  白色。
武器：紅莓杖。
攻擊口號：Ribbon Berry Flash。
1月5日生。摩羯座。O型。
本作品女主角之一，第二期的第一女主角。
12歲。變身後成為「紅莓貓貓（ミュウベリー）」。
第2部漫畫中新登場的角色，因為憧憬白金台某個私立女子學校那種大小姐貴族學校的制服而入學，所以在班上時總是裝乖，本質性格積極開朗但稍微有點幼稚，因為誤闖喵喵咖啡館而成東京喵喵，在小莓與青山去倫敦時代替莓成為隊長，和草莓一樣，心情緊張時，即使沒有變身也會露出兔耳和貓尾。
有四分之一法國人的血統，祖父是法國人，以前祖父有教所以會說法語，母親過世，現在和父親兩個人住。
喜歡吃蛋糕，一次可以吃10個餅乾。

## 貓貓咖啡屋
白金稜（4Kids版本: Elliot Grant，配音員：日本→遠近孝一、皆川純子（幼年）（第1作）、中村悠一、中村百伽（幼年）（NEW）／香港→何偉誠（亞視）、伍博民（有線）／台灣→劉傑／美國→肖恩·施梅爾）
在莓覺醒時突然現身的謎樣少年。貓貓咖啡廳的主人，貓貓五人的管理人兼領導者，亦是μ計畫的實行者。
傳承了專作UMA研究的父親—白金博士的才華，從小便開始學習生物科學、是智商180以上的天才。家境富裕，小時候在美國生長。不過沒有告訴莓自己的真實身分，對外宣稱「僅僅是個有錢的高中生」。
使東京貓貓誕生的罪魁禍首。在貓貓誕生以前，已經知道外星人的存在和他們即將危害人類的事實。
對於莓等人被挑選為貓貓、並且必須在咖啡廳打工（自言「時薪一千圓」）一事，算是有點半強迫且不理會其意願，不過五人也都接受了。
高中生的年紀（15歲左右），不過沒有就學，平時和赤坂以貓貓咖啡廳作為研究根據地進行生物研究與μ計畫的實行。
喜歡調侃莓，與莓之間有著時而拌嘴，事實上不錯的關係。在莓因貓貓適應力強化而變成貓時，亦會變成灰貓「阿爾特（アルト）」幫助莓脫離危機。雖然變成貓的他告訴莓自己叫作阿爾特，卻未表明自己是白金，是莓後來自己發現的。
之所以能變身成貓，是由於過去西表山貓DNA的實驗失敗造成的結果。若貓的姿態維持太久，便再也無法恢復原狀（動畫中設定為10分鐘以上）。與莓不同，能夠靠自己的意志在人與貓間變換自如。
「阿爾特」是本作吉祥物之一，並出現在ed中。
雖然沒有明確表現，不過似乎對莓有好感，在莓和青山表現親密時會顯得惆悵，甚至於28話比青山早一步吻了莓（在貓的狀態下），但此後並無任何後續發展。
時常鼓勵缺乏自信的萵苣。在動畫末期，和萵苣之間的好感提升，但仍然沒有明確的發展與交代。
在原作中，自家兼研究室遭到謎之火焰彈襲擊，父親死亡，原先留在庭院的母親將白金託付給赤坂後亦相繼死亡，於是白金年幼便失去雙親。
動畫版中，五年前身為考古學家的父親在發掘美國某處遺跡時，為解開未知生物科技之謎進行機密研究。然而不知由何方神聖所指使，雙親被操縱火焰的異形怪獸連同宅邸一同燒死。此後，他便對有生產異形怪獸技術的外星人倍感憤恨。
不論在原作或動畫中，白金都有相同的目標：接續父親的研究，並發誓將父親的μ計畫完成，於是便隨同赤坂回到日本，兩人企圖攜手將計畫完成。在那之後，兩人便作為貓貓等人的輔佐，並於動畫版中，將新武器傳授給莓。
和赤坂交情匪淺。赤坂對他而言是雙親死後唯一能依靠的長輩兼共同實現理想的夥伴。
會於貓貓和外星人每一次的對抗中取得情報數據。雖然是總召集人，不過本身並無特殊戰鬥能力。
由於在美國長大，因此認識一些外國的朋友（例如第6話登場的瑪麗），並且會說英語。
名字是取自東京的地名。
赤坂圭一郎（4Kids版本: Wesley J. Coolridge III，配音員：日本→綠川光（第1作）、白井悠介（NEW）／香港→利耀堂（亞視）、陳廷軒（有線）／台灣→于正昇／美國→安德魯·蘭內斯）
貓貓咖啡廳的主廚。成年人。
留著長髮、束成馬尾並穿著服務生制服，對女性十分溫柔（甚至有些連哄帶騙）的紳士。
擅長設計及製作糕點。咖啡廳內販售的糕點都是由他一手包辦。
在貓貓誕生以前，已經知道外星人的存在和他們即將危害人類的事實。
過去是白金父親的助手，時常照顧年幼的白金，直接稱呼他「稜」。當初白金母親死亡前，將他託付給了赤坂，之後兩人便回到日本，企圖攜手將其父的遺願μ計畫完成。
平時和白金以貓貓咖啡廳作為研究根據地進行生物研究與μ計畫的實行，同時作為貓貓等人的輔佐，並於動畫版中，將新武器傳授給莓。
會於貓貓和外星人每一次的對抗中取得情報數據。不過本身並無特殊戰鬥能力。
非常信任白金，對他的一切瞭若指掌，凡事都以他為優先考量。
和白金一樣沒有表明自己的身分，對外只宣稱是咖啡廳的店長。
動畫版中，有個分手多年的研究家前女友。事實上在分手後，赤坂仍掛念著她，每逢她生日時都會特別感念。
名字是取自東京的地名。
雅咪（4Kids版本: Mini-Mew，配音員：日本→野田順子（第1作）、石原夏織（NEW）／香港→陳琴雲（亞視）、吳梅（有線）／台灣→謝佼娟／美國→湯姆·韋蘭）
由白金送給莓的機械寵物R-2000。
「雅咪（マシャ）」是莓以青山的名字「雅也（まさや）」命名而來的。
有個體情緒，能夠飛翔、簡單對話，亦能變換大小，平時會縮小喬裝為莓的手機吊飾。
具有感應能力，能夠偵測外星人的動向，並於其造訪時發出信號。也負責以「吃」的方式回收寄生外星人（嘴巴裡似乎是個異次元空間）。
和莓的關係很好，甚至會有保護或安慰莓的舉動。
很在意自己對戰鬥沒有助益一事，於是在第15話有主動攻擊的傾向。

## 莓的關係者
青山雅也（4Kids版本: Mark，配音員：日本→緒方惠美（第1作）、內田雄馬（NEW）／香港→陳廷軒（亞視）、李家傑（有線）／台灣→／美國→斯科特·雷奧）
原作第一部及動畫版的男主角。
莓的同學兼暗戀對象。容貌端正、成績頂尖，同時是莓的父親也甘拜下風的劍道社王牌，是校內人氣最高的男生。
性格穩重溫和，總是掛著笑容。非常關心環境保護和瀕臨絕種動物的議題，也會參觀相關的展覽。
於第一話接受了莓的邀約後，兩人開始發展。
在過程中莓逐漸成為青山心中最重要的部分，並且眼中容不下莓以外的女性。
對莓而言，青山是賭上性命也要保護的存在；對青山而言莓也是等同的存在。
然而，平時溫和的他事實上也有情緒激烈以及淡漠世事的一面，某種層面而言也算是個深不可測而危險的人。
另外，他在為莓繫上絲帶時說了「莓是只屬於我的小貓」。由此可見也有少許的病嬌屬性。
雖然作為男主角，不過戲份還比貓貓們要來得少。
自幼在孤兒院長大，後被收養為養子，於是逼迫自己扮演一個凡事完美的優等生，並在和善的外表下密藏著對周遭的冷漠與訕笑，而莓正是唯一能綻放光彩、使他感受到溫暖的人。
其實一開始見到小莓貓貓時便知道她就是平時的莓，但裝作不知情，直到後來才坦白，同時也知道了莓會長出貓耳及尾巴的事，並向莓表明心意，兩人的關係有了更進一步的發展。
藍騎士的人格於第17話初登場。起初並沒有藍騎士的記憶與人格轉換的意識，在後期才逐漸察覺並有了自己就是藍騎士的自覺，保護莓的使命也更為堅定。
但是一直沒有發覺藍影者的人格，直到其正式甦醒。
有段時間經常作預知夢，比如在水中聽到有人欲喚醒他，以及莓悲傷地哭著的夢境。青山自己亦感到困惑，不過夢中的場景都在劇情終盤成真了。
動畫版中，在作為藍騎士成為輔佐東京貓貓的新戰力後，也加入咖啡廳成為了服務生，不過白金和石榴把他當作夥伴的意識很微薄。
實際上「青山雅也」、「藍騎士」及「藍影者」三個人格都包含在一副肉體當中（即三位一體）。這三個人格彼此是獨立的，不過最終都被統合成只有青山的人格。原本青山不具有藍騎士及藍影者的記憶，之後也一併統合了。
最終決戰中，其藉由莓的危難以及自身體內水晶石的力量喚醒了被藍影者所吞噬的人格。青山的人格為拯救莓與欲殺害莓的藍影者展開拉鋸戰，將水晶石力量完全解放後跟著藍影者一起自滅，只剩下青山死亡的肉體和歸附的靈魂，藍影者和藍騎士的人格已被抹去。後來莓使用自己的力量復活青山，此時青山已成為獨立而完整的人格，然而莓氣絕，又靠青山將其救回，最終兩人終成眷屬。
在第二部中和莓一起到英國留學，鼓勵莓先回到日本輔佐紅莓，重新成為貓貓；自己也在之後追隨莓回到了日本，兩人便甜蜜而穩定地在一起。
名字是取自東京的地名，在4Kids的英文本地化版中未透露姓氏。
藍騎士
於17話突然登場，幫助莓脫離危機的謎之少年。
有著金髮碧眼的外型以及外星人獨有的尖耳。是一名劍士，武器是一把長劍，加上（青山）練習劍道培養出來的輕盈身段，以此能力作為莓的後援。
一登場便明言自己「是為保護莓而生的」，點明了其存在意義及角色定位。
謎團重重，只有在莓遇到危機時才會出手相助，且不是每次戰鬥都會出現，可以說是「專門救助的角色」。有時也會只給予莓建議便離去，而不直接出手。
在動畫中，由於是為莓而存在，只有當莓在青山附近、或莓對青山有所期望時，青山才能憑藉「想保護莓」的欲望變身為藍騎士。再者，由於他的存在及戰鬥理由都是以莓為憑依，莓的敗北也就等同於他的敗北這點亦是致命弱點。
曾數次與奇修敵對（通常是從奇修手中「保護」莓的狀態），並且被多少察覺自己真實身分的他給予了「自身的存在亦會傷害到莓」的警語，於是不得不抱持對自身的懷疑戰鬥著。
對奇修來說，藍騎士是主要的嫉妒對象兼阻礙。
事實上，藍騎士是由青山欲保護莓的信念，加上為能片斷地使用藍影者的能力，而獨立出來的人格（在藍騎士為主人格的期間，青山的人格會作白日夢）。
在最終決戰之前，其真身被莓發現，於是其人格與青山的人格被統合（意識和記憶都被統一），並加入莓等人作為輔助戰力，並於46話初次施展與莓的組合技。
在迷宮中，蘊含其體內的強大力量被激發出來後，奇修試圖以其力量復活母星而前去奪取靈魂，然而受阻於三位一體而失敗。
在青山與藍影者對峙的局面中藍騎士的人格已不見蹤影，並在青山的人格得到統一後被抹去。
藍影者
詳見外星人。
本條美和（4Kids版本: Mimi，配音員：日本→金田朋子（第1作）、鈴木愛奈（NEW）／台灣→謝佼娟／美國→莎龍·范戈爾德）
莓的同班同學及好朋友。喜歡赤坂圭一郎。
柳田萌（4Kids版本: Megan，配音員：日本→中川亞紀子（第1作）、佐伯伊織（NEW）／台灣→林美秀／美國→嘉莉·凱拉寧）
莓的同班同學及好朋友。喜歡白金稜。

## 外星人
奇修（4Kids版本: Dren，配音員：日本→阪口大助（第1作）、岡本信彥（NEW）／香港→譚淑英（亞視）、姜麗儀（有線）／台灣→劉傑／美國→安德魯·蘭內斯）
本作的主要惡役。第一個被派遣為刺客的外星少年。為拯救母星的同伴，聽命於藍影者，企圖消滅人類奪回地球。
典型的病嬌角色之一。
外貌與人類少年相似，將頭髮於耳前束成兩側，並帶有中性氣質。一人稱為。
極端的虐待狂及病嬌。性格愛玩、不拘小節，亦相當冷酷殘忍，攻擊時毫不留情。
在輕佻的外表下，亦有著對同胞處境的悲痛及欲達成目標的堅定意志。同時也有純情而執著的一面，在原作中更為顯著。
動物系異形怪獸操縱者。武器為一對「釵龍刀」（原作中為拐子）。動畫版中能恣意操縱雷。若將釵相互交叉，便能釋放出雷電以及巨大光球。
對母星的惡劣環境感到憂心，輕視人類，積極實行計畫以盼拯救同胞，卻遭到莓等人的抵制及預料之外的情感動搖而屢遭挫敗。其行動也受到影響，有時會不顧初衷以私怨為行動目的。
對莓有著溺愛（甚至是扭曲的感情），同時基於敵對立場加上心意不得回報而對她抱持激烈的憎恨，其獨佔欲以十分扭曲的形式表現出來（例如說莓是他的「玩具」）。可說是「抱持著愛恨參雜、表裡如一的感情」的存在。
屢次想將莓納為同伴不成，與莓敵對時會殘忍攻擊，而當莓遭到同伴攻擊時卻又出手相助，其精神上的不穩定可見一斑。事實上，他是奪走莓初吻的人。
對於青山（藍騎士），他亦是個極為善妒且有報復心態的人。
在動畫的劇情表現中，通常與同伴分別行動，並且與派互相提供作戰中獲得的情報。
因其對從不現原型的藍影者抱持質疑的態度與派的絕對服從理念相牴觸，兩人時常意見分歧或隱瞞行動。
為達目的相當心狠手辣，有時甚至有些卑劣，但亦有刻意放水的嫌疑（藍影者命令他解決莓，卻遲遲沒有結果）。
相較於另外兩名同伴，觀察力敏銳且抱持質疑，看似純粹作惡的行動背後經常是長遠而隱密的計劃。
最初只使用異形怪獸作為兵器。於第6話發現了抽取人類靈魂與寄生種合成異形怪獸的方法。一開始以純粹的靈魂為目標，後來傾向於亂槍打鳥。
中期開始企圖藉由水晶石復甦藍影者未果，之後仍致力於搜尋水晶石。儘管對莓有所顧忌，在水晶石的所有權上仍不退讓。後藍影者以搜索水晶石失敗為由將他拋棄，情緒不穩的情況便持續惡化，性格亦變得扭曲。
發現青山即是藍騎士的真相後，在迷宮中透過莓激發並確認了藍騎士的力量，打算放棄等待藍影者甦醒，利用藍騎士之力復活母星，於是前去透過青山抽取藍騎士的靈魂，但受阻於三位一體的情況而未能成功。
在動畫結尾，為袒護莓與藍影者反目，欲討伐卻反遭刺後死亡，不過最終藉由水晶石的力量復活，並且與同伴們回到母星，放棄對莓的執著。
其名取自法式鹹派「Quiche」（外星人當中，只有奇修的名字是音譯）。另外，「起司」可視為誤譯。
派（4Kids版本: Sardon，配音員：日本→神奈延年（第1作）、梅原裕一郎（NEW）／香港→利耀堂（亞視）、盧傑群（有線）／台灣→于正昇）／美國→奧緯·懷曼）
本作的惡役之一。奇修的同伴。於13話作為藍影者新派的手下登場。
外貌與人類青年相似，年齡約莫在奇修之上。留著紫色短髮，並將部份頭髮於左耳前束起的外星人。
一人稱為。
性格冷靜沉著，在三人當中最為成熟，但不苟言笑且極度殘忍，從沒有過一絲疑慮或手下留情。行事謹慎，十分講究作戰效率，行動前會預估成功確率。
認為人類非常自私，絕對服從藍影者，雖然亦擔憂母星的情況，但對他的忠誠似乎更為優先，自始至終都不曾懷疑或背叛，也因此常與擅自行動、叛逆的奇修發生衝突，並對其質疑藍影者的態度十分不滿。雖然如此，內心還是很關係他這個同伴，但不溢於言表。
雖然不如奇修深思熟慮，沒有思考過藍騎士和藍影者的關聯，但行事風格比他更加殘忍、精準，創造異形怪獸的能力（戰鬥力）是三人當中之最，時常讓貓貓隊全體喪失戰鬥能力動彈不得，完全居於劣勢。
在原作中，主要將自製酵素投入水中以發動攻擊，創造出來的異形怪獸通常是美醜兼具的風格。
動畫中的武器是巨大的扇子「空雷扇」，能夠操縱雷、製造疾風和龍捲風。除壓縮成光球狀的雷之球外，亦有能釋放出強大雷電的招式「空雷旋風神」。
在動畫的劇情表現中，主要和蛋撻兩人與奇修分別行動，並專門搜集及分析數據，與奇修互相提供作戰中獲得的情報。
只要是有違藍影者本意的作戰就會出言阻止，因此曾被奇修和蛋撻以不洩漏秘密作戰、否則他一定會阻止為由置身事外，並為此惱怒。
與萵苣之間曾經萌生過一些關係（僅止於溝通），但未見進展。
最初是由於奇修屢次失敗而被藍影者派遣為他的輔佐，認為他還太天真，然而之後也同樣總是成為手下敗將，因此受到重新獲得重用的奇修調侃。
致力於尋找水晶石，擅長製造強大而棘手的異形怪獸，於15話和39話給貓貓們帶來了很大的危機。
在動畫的最終局面，直至最後一刻都作為藍影者的效忠者與貓貓們對抗，甚至將中途反目的蛋撻給解決掉了；直到面對藍影者的攻擊，才改變心意，放棄敵對並捨身拯救了貓貓們的性命。
最終藉由水晶石的力量復活，並且與同伴們回到母星。
其名取自西點的一種「派（Pie）」，在4Kids的英文本地化版中為「sardonic（諷刺的）」的縮寫。
蛋撻（4Kids版本: Tarb，配音員：日本→淺井清己（第1作）、山下大輝（NEW）／香港→陳琴雲（亞視）、周雯（有線）／台灣→謝佼娟／美國→詹姆斯·卡特·卡斯卡特）
本作的惡役之一。奇修的同伴。於13話作為藍影者新派的手下登場。
外貌與人類幼童相似，年齡約莫在奇修之下。
身材矮小，將茶色頭髮於頭頂紮成兩邊（類似雙馬尾)的外星人。
一人稱為。
年紀為三人當中最小，個性任性、自我，有些傲嬌的男孩。把找貓貓們麻煩當作樂趣。
最初和派一起作為奇修的輔佐登場，在他重新獲得重用後變為三人共同行動。
植物系異形怪獸操縱者。武器是類似雙碰球（アメリカンクラッカー）的「寶來球」，可用來操縱雷，並和派的空雷扇合併使出組合技。
在動畫的劇情表現中，一般是單獨行動，而且通常會和步鈴對上；也會和派兩人實施作戰計畫，或和奇修一起行動。
對母星的惡劣環境感到憂心，輕視人類，希望能救助母星的同伴。原本不是很在意藍騎士和藍影者的身分，後來同奇修漸漸對藍影者產生不信任，後來亦同意了奇修不等藍影者復甦的提案，令派感到震驚。
若被叫小鬼會惱羞成怒。當他稱呼小莓老太婆時，便被她以小鬼頭給回敬而生氣了。
被步鈴稱為並不斷對他釋出善意，認為他是「朋友」。蛋撻一開始很排斥，甚至想欺負她，事實上心裡也對她有些好感，卻表現得相當傲嬌。後來漸漸被她的善良化解敵意，並在後期轉變為友好關係。
原本非常壞心眼，攻擊貓貓隊時相當無情，然而在動畫最終局面時改變了想法，放棄和貓貓們對戰並主動幫助步鈴，因而被派以背叛藍影者為由殺害，令步鈴相當傷心。不過最終藉由水晶石的力量復活，並且與同伴們回到母星。
其名取自西點的一種「塔（Tart）」，在4Kids的英文本地化版中為「brat（小子）」的倒寫。
藍影者（配音員：日本→緒方惠美（第1作）、內田雄馬（NEW）／香港→李家傑（有線）／台灣→汪世瑋／美國→斯科特·雷奧）
上述三位外星人的首領。也是本作最主要及最終的大反派。
其名的原意是「深藍」（Deep Blue）。
強烈渴望獲得地球的掌控權而將奇修等人作為手下帶來地球，因此被視為「將他們帶至此地的神」服從著。
指揮外星人們與貓貓隊對抗的幕後黑手，不過自己並不出手。
為改善現在的地球環境而召集幹部，就像是「地球本身的自淨行為」般的存在，派曾形容他有如「地球本身的意志」。
極端地無情，幾乎可說是毫無感情。有時連同伴也能輕易捨棄，只將他們當作「工具」，甚至到了能痛下殺手的地步。
原先並沒有具體型態，只有一個發出聲音的光源（與他進行溝通時，周遭的環境會改變），且從未現出原型，使得奇修對藍影者的真身抱持疑慮。經過驗證水晶石的力量會對其造成影響後，奇修推測其仍處於「胎兒」狀態並決定使用水晶石讓他甦醒。
原先對奇修的屢次失敗感到失望，於13話派遣派和蛋撻作為後援，後來又由於水晶石搜索失敗的緣故將他拋棄、指他是沒用的東西，成為他情緒不穩定惡化的因素。
於動畫後期，奇修無法將青山靈魂取出時完全復活、揭曉身分，外星人們和貓貓們一樣都是第一次見到他的真實樣貌。
甦醒的姿態是有著黑色長髮、藍色眼睛、外星人耳朵的青年，容貌和藍騎士相似，以長劍為武器操縱強力的閃電。
其真實身分為青山和藍騎士的主人格，是劇中最後的boss，一心一意想消滅貓貓隊、手下以及所有人類，以取得地球的所有權，將青山與藍騎士蔑視為「自己所創造出來的傀儡」。甦醒時青山和藍騎士的人格均已被抹消，他便藉此折磨莓的精神，將她逼上絕路直至喪失戰鬥意志，同時也將其他貓貓們給壓制住，並刺死為袒護莓而反目的奇修。
在給予最後一擊之前，因莓遭遇危機而再度覺醒的青山的意識發動了政變，使得雙方人格主客易位，成為「欲傷害莓的藍影者」和「欲阻止他的青山」兩個人格互相爭奪肉體主導權的拉鋸戰（此時莓則置身事外）。
最後主導權由青山取得，且為永久抹殺藍影者的人格，以同歸於盡的形式引發已融入自身的水晶石暴走因而氣絕。（在動畫版中，形成意識體但無肉身的青山封鎖藍影者行動時，讓莓連同他在內對他們發動攻擊。）
在水晶石的力量激發後，藍影者的人格已完全被抹殺，只留下青山的人格。